# انتقاد حكومة الولايات المتحدة
يشمل انتقاد حكومة الولايات المتحدة سلسلة طويلة من الآراء حيال أفعال الولايات المتحدة وسياساتها. توجهت الانتقادات نحو كفاءة قادتها والفساد الظاهر والسياسة الخارجية.

## السياسة الخارجية
انتُقِدت الولايات المتحدة لتصريحاتها الداعمة للسلام واحترام السيادة الوطنية بينما كانت تقوم بأفعال حربية كتلك التي في غرينادا وتأجيج الحرب الأهلية في كولومبيا لفصل بنما وغزو العراق. طالت الولايات المتحدة انتقادات بشأن دعمها للتجارة الحرة بينما كانت تحمي الصناعات المحلية بالتعريفات الجمركية المفروضة على الواردات من البضائع الخارجية مثل الأخشاب والمنتجات الزراعية. انتُقدت الولايات المتحدة أيضًا لتأييدها دعم حقوق الإنسان بينما ترفض التصديق على اتفاقية حقوق الطفل. صرحت الولايات المتحدة بشكل علني أنها ضد العنف لكنها انتُقدت لتغاضيها عنه في مدرسة الأمريكيتين. أيدت الولايات المتحدة احترام السيادة الوطنية لكنها دعمت حركات العصابات الداخلية والمنظمات شبه العسكرية مثل الكونترا في نيكاراغوا. انتقدت الولايات المتحدة لإعرابها عن قلقها حيال إنتاج المخدرات في دول مثل بوليفيا وفنزويلا لكنها لا تتابع قطع برامج معونة ثنائية معينة.
وعلى أي حال، يقول بعض المدافعين إن سياسة الخطابة أثناء القيام بأشياء مخالفة للخطابة تكون بذلك سياسة واقعية، وساعد ذلك في ضمان النصر أمام مخاطر الطغيان والشمولية. انتُقدت الولايات المتحدة بسبب دعمها للديكتاتوريات من خلال المساعدات الاقتصادية والمعدات الحربية. انتقد نومان تشومسكي الولايات المتحدة بسبب معارضتها للحركات القومية في البلدان الخارجية بما يشمل الإصلاح الاجتماعي. طالت الانتقادات الرئيس بوش الذي أهمل الديموقراطية وحقوق الإنسان بتركيزه الحصري على السعي لمكافحة الإرهاب. انتُقدت الولايات المتحدة بسبب سوء معاملة السجناء المزعومين في خليج غوانتنامو وأبو غريب في العراق والسجون السرية لوكالة المخابرات المركزية في شرق أوروبا، وذلك وفقًا لمنظمة العفو الدولية. وفي ردها على ذلك، ادعت الولايات المتحدة أن حوادث سوء المعاملة ما هي إلا حوادث منعزلة ولا تعكس سياستها. يقول بعض النقاد أن مساعدات الولايات المتحدة يجب أن تكون أكبر وذلك بالنظر إلى المستويات العالية من إجمالي الناتج المحلي.
تعهدت الولايات المتحدة بنسبة 0.7% من إجمالي الناتج المحلي في مؤتمر عالمي في المكسيك. وعلى أية حال، بما أن الولايات المتحدة تمنح إعفاءات ضريبية للمنظمات غير الربحية، فإنها تدعم جهود الإغاثة في الخارج، وذلك على الرغم من دعم الدول الأخرى للأنشطة الخيرية في الخارج. لم تأتِ معظم المساعدات الخارجية (79%) من مصادر حكومية بل من مؤسسات خاصة وشركات ومنظمات تطوعية وجامعات ومنظمات دينية وأفراد. ووفقًا لمؤشر العمل الخيري العالمي، تعد الولايات المتحدة المانح الأكبر بكميات قصوى.
انتُقدت الولايات المتحدة الأميركية نظرًا لفشلها في دعم بروتوكول كيوتو عام 1997. وفي الفترة الممتدة من عام 1930 إلى 1940، تشاركت الولايات المتحدة مع نظام ستالين من خلال بناء 1500 مصنع في الاتحاد السوفييتي مستخدمةً العمال العبيد من المساجين السياسيين. غطت الولايات المتحدة أيضًا على الإبادة الجماعية التي حصلت في أوكرانيا الشرقية في تاريخ 1932-1933، وفيها قُتل ما يتراوح بين أربعة إلى ستة ملايين أوكراني وفي خضم هذا الأمر أنشأت علاقات دبلوماسية مع الاتحاد السوفييتي. طالت الولايات المتحدة انتقادات لاذعة بسبب موقفها من الهولوكوست: ففشلت في الاعتراف بهرب اليهود المضطهدين من أوروبا في بداية الحرب العالمية الثانية، ولم تتصرف بشكل حاسم بما يكفي لمنع الهولوكوست أو إيقافها.
يعتقد الناقد روبرت ماكماهون أن الكونغرس قد استُثني من صناعة قرار السياسة الخارجية، وأن هذا الأمر ضار. يقترح كُتّاب آخرون ضرورة مشاركة أكبر من قبل الكونغرس. كان جيم ويب سيناتور ديمقراطي سابق من فرجينيا ووزير البحرية السابق في إدارة ريغان، واعتقد أن للكونغرس دور متناقص باستمرار في صناعة السياسة الخارجية للولايات المتحدة. سرّع اليوم الحادي عشر من سبتمبر عام 2001 من هذا التغيير حيث «اتجهت القوى بسرعة إلى الرئاسة حيث ازدادت المطالبة بصناعة قرار مركزي في أمة متعرضة لصدمة فكان الإجراء السريع الحاسم أمرًا ضروريًا. كان التساؤل عن هذا التغير أمرًا خطيرًا من الناحية السياسية وحتى أنه اعتُبر غير وطني، لكي لا يُتّهم المرء بإعاقة السلامة الوطنية خلال فترة الحرب».
ومنذ ذلك الوقت، يعتقد ويب أن الكونغرس قد فقد صلته إلى حد كبير بتشكيل السياسة الخارجية للولايات المتحدة وتنفيذها. ويستشهد باتفاقية الإطار الاستراتيجي واتفاقية الشراكة الاستراتيجية بين الولايات المتحدة وأفغانستان والتدخل العسكري في ليبيا عام 2011 كأمثلة على عدم الأهمية المتزايدة للتشريعات. وفي ما يخص اتفاقية الإطار الاستراتيجي، «لم تتم استشارة الكونغرس بأي طريقة مفيدة. فحالما وُضعت الصيغة النهائية للوثيقة، لم يُمنح الكونغرس فرصة مناقشة حيثيات هذه الاتفاقية التي صُممت خصيصًا لتشكيل بنية علاقاتنا طويلة الأمد في العراق». «لم يناقش الكونغرس هذه الاتفاقية أو يصوت عليها وهو الأمر الذي وضع سياسة الولايات المتحدة أمام نظام غير مستقر في منطقة غير مستقرة من العالم». وفي المقابل صوت البرلمان العراقي على الإجراء مرتين. وصفت حكومة أوباما اتفاقية الشراكة بين الولايات المتحدة وأفغانستان بأنها «اتفاق تنفيذي مُلزِم بشكل قانوني» يحدد مستقبل العلاقات بين الولايات المتحدة وأفغانستان ويٌحدد أفغانستان بكونها حليف رئيسي من غير أعضاء الناتو. ويقول ويب:«من الصعب فهم كيفية تفسير أي اتفاق دولي يتم التفاوض عليه وتوقيعه وتأليفه فقط من قبل فرعنا التنفيذي من الحكومة ليكون بذلك مُلزِمًا قانونيًا في نظامنا الدستوري».
وأخيرًا، يُعرف ويب تدخل الولايات المتحدة في ليبيا بأنه سابقة تاريخية إشكالية. «ببساطة، لم تكن المسألة الفعلية في ليبيا ما إذا توجّب على الرئيس أن يطالب الكونغرس بإعلان الحرب أم لا. ولم يكن الأمر كله بخصوص ما إذا كان أوباما قد انتهك مراسيم قوانين سلطات الحرب، التي يرى الكاتب أنه انتهكها بالفعل. أما المسألة التي بقيت عالقة هي ما إذا كان بمقدور الرئيس أن يبدأ بشكل انفرادي حملة عسكري ويستمر بها لأسباب يحددها بنفسه لتلبية معايير صعبة لمصلحة الأمة الأساسية وتستحق المخاطرة بحياة الأميركيين وإنفاق مليارات الدولارات على أموال دافعي الضرائب». عندما استمرت الحملة العسكرية لأشهر، لم يسع الرئيس باراك أوباما لموافقة الكونغرس على الاستمرار بالنشاط الحربي.

## بنية الحكومة

### عدم الكفاءة الرئاسية
من صعوبات الحكومة الأميركية هو أن قلة الرقابة على الرؤساء لا تُقدم أية ضمانات لعدم الكفاءة الرئاسية. على سبيل المثال، انتُقد باراك أوباما بشكل متزايد بسبب آرائه الواسعة عن السلطات التنفيذية وبسبب سوء تصرفه في مواقف عديدة من بينها الحرب الأهلية في سوريا. بالإضافة على ذلك، طالت الانتقادات جورج بوش بسبب دخوله المستعجل في حرب العراق ولم يشعر بالتأنيب بسبب دعمه للحرب. انتُقد جورج إتش دبليو بوش لإيقافه حرب العراق الأولى في وقت مبكر جدًا من دون أن يُتِم مهمة القبض على صدام حسين. انتقد خبير السياسة الخارجية هنري كيسنجر جيمي كارتر لأخطاء عديدة في السياسة الخارجية منها قرار قبول شاه إيران في الولايات المتحدة من أجل العلاج الطبي بالإضافة إلى مهمة عسكرية فاشلة لمحاولة إنقاذ الرهائن في طهران. وفي الواقع، انتُقد كل الرؤساء في التاريخ الحديث لعدم كفاءتهم بطريقة ما. على أية حال، بالكاد توجد تقنيات من أجل توفير المساءلة، وهذا إن وُجدت. وبما أن الطريقة الوحيدة لإزالة رئيس غير كفء هي سياسة الإقالة الصعبة نوعًا ما، فمن الممكن لرئيس ذو كفاءة هامشية أو معدومة أن يبقى في منصبه لما يتراوح بين أربع إلى خمس سنوات ويسبب أضرارًا جسيمة.